# Chinese struikzanger
De Chinese struikzanger (Locustella tacsanowskia, synoniem: Bradypterus tacsanowskius) is een zangvogel uit de familie Locustellidae. Deze vogel is genoemd naar de Poolse zoöloog Wladyslaw Taczanowski.

## Verspreiding en leefgebied
Deze soort komt voor van zuidelijk-centraal Siberië tot noordoostelijk China.

## Status
De grootte van de populatie is niet gekwantificeerd maar de soort wordt omschreven als plaatselijk algemeen. Op de Rode lijst van de IUCN heeft deze soort de status niet bedreigd.